# Estación de San Vicente Centro

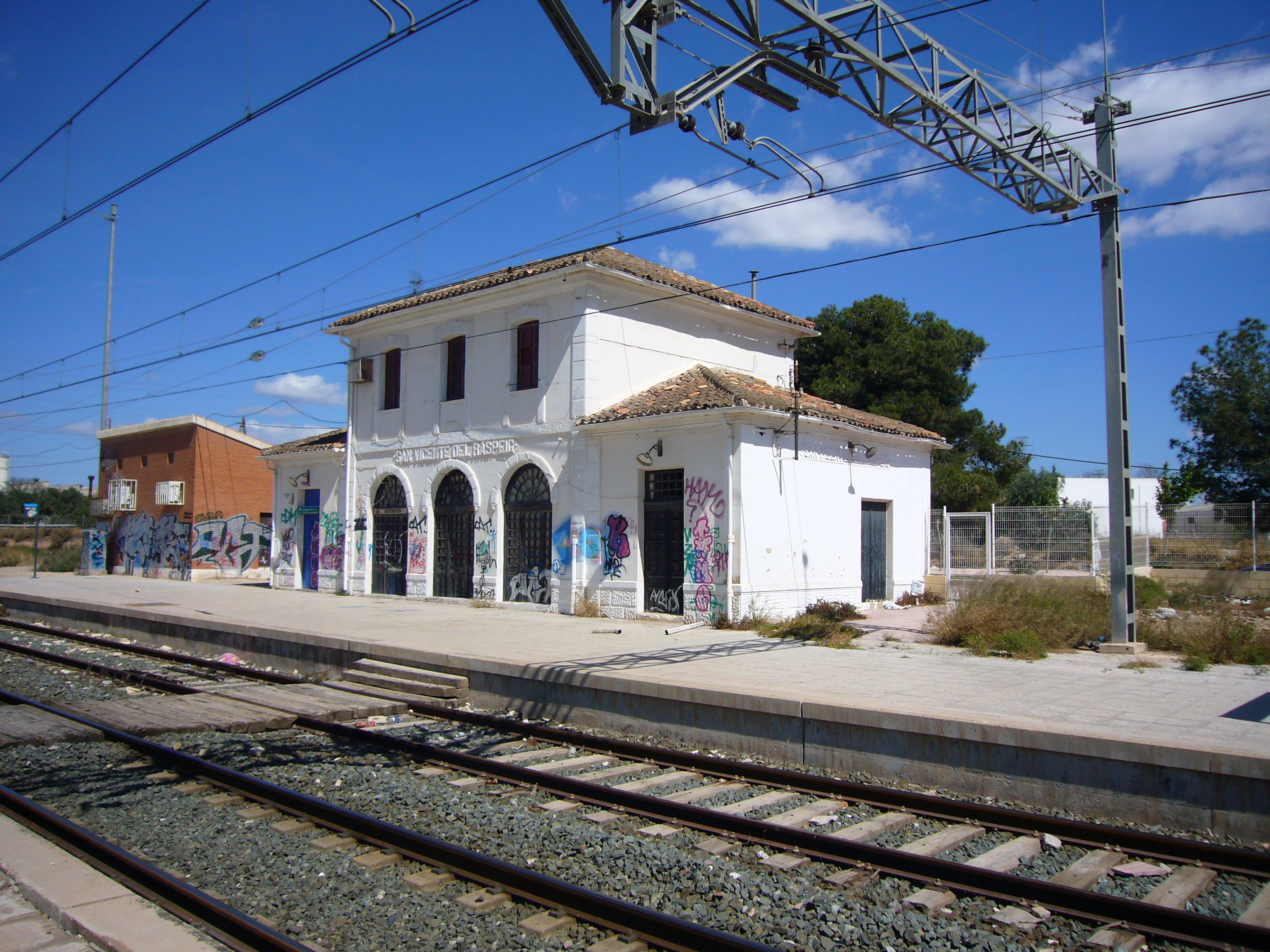
La antigua estación de ferrocarril se encuentra en un abandono patente.

San Vicente Centro (también referido como Sant Vicent Centre en la denominación de Adif) es un apeadero ferroviario situado en el municipio español de San Vicente del Raspeig en la provincia de Alicante, Comunidad Valenciana. Forma parte de la línea C-3 de la red de Cercanías Murcia/Alicante operada por Renfe. El apeadero se sitúa en el vial del Terraplén, al final de la calle Colón.

## Situación ferroviaria
La estación se encuentra en el punto kilométrico 447,0 de la línea férrea de ancho ibérico La Encina-Alicante a 115,67 metros de altitud.

## Historia
El recinto fue inaugurado en 2007. En un principio se creyó que la antigua estación de ferrocarril, que se encuentra abandonada y que fue inaugurada por MZA en 1858, volvería a su esplendor con la llegada de la línea C-3 de la red de cercanías. Sin embargo, se optó por construir un simple apeadero a escasos metros de la misma, algo más cercano al centro urbano. La inversión que se unió a la estación que da servicio a la Universidad ascendió a 3,8 millones de euros.

## Características y servicios
El apeadero cuenta en sus inmediaciones con un aparcamiento con capacidad para 120 vehículos y también existe un punto de préstamo gratuito de bicicletas. Hasta la fecha no está planificado que el TRAM Metropolitano de Alicante discurra cercano al apeadero, actuación que conectaría enormemente al municipio mediante ferrocarril. Sí que hará más accesible el acceso al mismo la Ronda Oeste que dispondrá de carril bici y aceras para peatones.

## Servicios ferroviarios
La estación forma parte de la línea C-3 de la red de Cercanías Murcia/Alicante siendo el terminal norte de esa corta línea. Unos 16 trenes diarios, entre semana realizan la conexión con Alicante en un trayecto cuya duración media es de 10 minutos. 